# Stethorus punctillum
Coccinelle tête d'épingle
Espèce
Stethorus punctillum, la Coccinelle tête d'épingle, est une espèce de petits Insectes coléoptères prédateurs de la famille des Coccinellidae (coccinelles), dont les larves et les adultes ont pour proies presque exclusivement les acariens phytophages qui peuvent proliférer dans les cultures, en particulier sous serre.

## Répartition
L'espèce est présente en Europe dont la France métropolitaine, l'Afrique, l'Asie (sauf la Chine) et l'Amérique du Nord.

## Systématique
Le nom valide complet (avec auteur) de ce taxon est Stethorus punctillum (Weise, 1891).
Ce taxon porte en français le nom vernaculaire ou normalisé suivant : coccinelle tête d'épingle.